# Lee Duffy
Lee Duffy (sinh ngày 24 tháng 7 năm 1982) là một cựu cầu thủ bóng đá người Anh thi đấu ở vị trí hậu vệ cho Rochdale ở Football League. Hiện tại anh là cầu thủ-huấn luyện viên tại câu lạc bộ Inverkeithing Hillfield Swifts của Scotland.